# Ormocarpum
Ormocarpum là một chi rau đậu thuộc họ Fabaceae. 
Nó gồm các loài:
- Ormocarpum dhofarense
- Ormocarpum klainei

## Hình ảnh

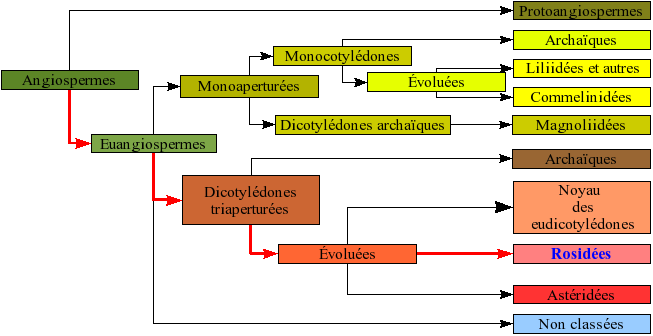